# Liste der Baudenkmäler in Franzensfeste
Die Liste der Baudenkmäler in Franzensfeste (italienisch Fortezza) enthält die 15 als Baudenkmäler ausgewiesenen Objekte auf dem Gebiet der Gemeinde Franzensfeste in Südtirol.
Basis ist das im Internet einsehbare offizielle Verzeichnis der Baudenkmäler in Südtirol. Dabei kann es sich beispielsweise um Sakralbauten, Wohnhäuser, Bauernhöfe und Adelsansitze handeln. Die Reihenfolge in dieser Liste orientiert sich an der Bezeichnung, alternativ ist sie auch nach der Adresse oder dem Datum der Unterschutzstellung sortierbar.

## Liste
| Foto |                 | Bezeichnung                                                               | Standort                     | Eintragung                   | Beschreibung | Metadaten |
| ---- | --------------- | ------------------------------------------------------------------------- | ---------------------------- | ---------------------------- | --- | --- |
| ja   | Datei hochladen | Bahnhof Franzensfeste ID: 50030                                           | 46° 47′ 20″ N, 11° 36′ 37″ O | 5. Apr. 2004 (BLR-LAB 1083)  | Bahnhof Franzensfeste mit Bahnwärterhaus, Haltestelle Mittewald, Bahnhof Grasstein mit Wasserstation; drei auf dem Gemeindegebiet verteilte Wärterhäuser. die links in der Spalte Standort stehenden Koordinaten beziehen sich auf den Bahnhof Franzensfeste, das Bahnwärterhaus in Franzensfeste befindet sich auf 46° 47′ 28,9″ N, 11° 36′ 31,9″ O; die Haltestelle Mittewald befindet sich auf 46° 48′ 21,9″ N, 11° 34′ 20,5″ O; der Bahnhof Grasstein befindet sich auf 46° 49′ 15,2″ N, 11° 32′ 12,5″ O, die Wasserstation auf 46° 49′ 17,4″ N, 11° 32′ 12″ O; die drei Wärterhäuser liegen auf 46° 49′ 4,2″ N, 11° 32′ 13,8″ O, auf 46° 48′ 43,9″ N, 11° 33′ 2,5″ O und auf 46° 47′ 47,1″ N, 11° 36′ 5,9″ O. | KG: Mittewald Bauparzelle: 204, 215, 3/2, 43/2, 43/7, 57/3, 57/4                                                                                              |
| BW   | Datei hochladen | Elektrizitätswerk Sachsenklemme ID: 50031                                 | 46° 48′ 39″ N, 11° 33′ 25″ O | 19. Nov. 2001 (BLR-LAB 4161) | E-Werke | KG: Mittewald Bauparzelle: 134 |
| ja   | Datei hochladen | Franzensfeste mit Kapelle ID: 14816                                       | 46° 46′ 39″ N, 11° 37′ 48″ O | 22. Jan. 2004 (EX-LEG 462)   | Befestigungsanlagen; die links in der Spalte Standort stehenden Koordinaten beziehen sich auf die mittlere und untere Festung, wo sich auch die Kapelle (genauer Standort: 46° 46′ 38″ N, 11° 37′ 43,5″ O) befindet. Die heute durch die Autobahn abgetrennte obere Festung liegt etwas südwestlich auf 46° 46′ 33,6″ N, 11° 37′ 31,4″ O. | KG: Neustift II Bauparzelle: 40/1, 40/2, 41 Grundparzelle: 170/1, 170/2, 170/3, 170/4, 170/5, 171/1, 171/2, 172, 179, 180, 181, 182, 183, 190/1, 190/2, 190/3 |
| ja   | Datei hochladen | Hotel Sachsenklemme ID: 14809                                             | 46° 48′ 54″ N, 11° 32′ 38″ O | 7. Okt. 1985 (BLR-LAB 5042)  | Hotel | KG: Mittewald Bauparzelle: 29/2 |
| BW   | Datei hochladen | Kapelle beim Untersalcher ID: 14817                                       | 46° 46′ 55″ N, 11° 36′ 40″ O | 7. Okt. 1985 (BLR-LAB 5042)  | Kapelle | KG: Neustift II Grundparzelle: 16/1 |
| ja   | Datei hochladen | Kriegerdenkmal in der Sachsenklemme ID: 14814                             | 46° 48′ 53″ N, 11° 32′ 39″ O | 7. Okt. 1985 (BLR-LAB 5042)  | Denkmal | KG: Mittewald Grundparzelle: 139/1 |
| BW   | Datei hochladen | Lehenhof mit Kapelle und Backofen ID: 14811                               | 46° 49′ 15″ N, 11° 31′ 50″ O | 7. Okt. 1985 (BLR-LAB 5042)  | Ländliches Wohnhaus/Bauernhof | KG: Mittewald Bauparzelle: 59 |
| ja   | Datei hochladen | Pfarrkirche St. Martin mit Friedhof ID: 14805                             | 46° 48′ 25″ N, 11° 34′ 26″ O | 7. Okt. 1985 (BLR-LAB 5042)  | Kirche | KG: Mittewald Bauparzelle: 1 Grundparzelle: 1 |
| ja   | Datei hochladen | Pfarrkirche zum Heiligsten Herzen Jesu mit Friedhof und Kapelle ID: 14813 | 46° 47′ 12″ N, 11° 36′ 45″ O | 7. Okt. 1985 (BLR-LAB 5042)  | Kirche | KG: Mittewald Bauparzelle: 82 Grundparzelle: 225/6 |
| ja   | Datei hochladen | Pfarrkirche zur Heiligen Familie mit Friedhof in Oberau ID: 14810         | 46° 47′ 50″ N, 11° 36′ 11″ O | 7. Okt. 1985 (BLR-LAB 5042)  | Kirche | KG: Mittewald Bauparzelle: 32 Grundparzelle: 183 |
| ja   | Datei hochladen | Pretz ID: 14807                                                           | 46° 48′ 28″ N, 11° 34′ 29″ O | 7. Okt. 1985 (BLR-LAB 5042)  | Gasthaus | KG: Mittewald Bauparzelle: 18/1 |
| BW   | Datei hochladen | Puntleid mit Kapelle und Drendl ID: 14812                                 | 46° 49′ 0″ N, 11° 31′ 31″ O  | 21. Feb. 2011 (BLR-LAB 257)  | Der Bauernhof Puntleid brannte 2012 vollständig ab und wurde durch einen Neubau ersetzt, unter Denkmalschutz steht nur noch die Kapelle. | KG: Mittewald Bauparzelle: 61 |
| ja   | Datei hochladen | St. Anna in Sack ID: 14808                                                | 46° 48′ 53″ N, 11° 32′ 39″ O | 16. Apr. 1951 (MD)           | Kapelle | KG: Mittewald Bauparzelle: 27 |
| ja   | Datei hochladen | St. Isidor am Friedhof ID: 14806                                          | 46° 48′ 24″ N, 11° 34′ 25″ O | 7. Okt. 1985 (BLR-LAB 5042)  | Kirche | KG: Mittewald Bauparzelle: 2 |
| BW   | Datei hochladen | Thalerstöckl ID: 14815                                                    | 46° 48′ 24″ N, 11° 34′ 10″ O | 7. Okt. 1985 (BLR-LAB 5042)  | Bildstock | KG: Mittewald Grundparzelle: 275 |

Falls bei einem Baudenkmal keine Koordinaten bekannt sind, werden ersatzweise die Katasterdaten zum Zeitpunkt der Unterschutzstellung angegeben. Diese sind weder offiziell noch zwingend aktuell.
Die vom Landesdenkmalamt übernommenen Adressen können veraltet sein.
| Foto:   | Fotografie des Denkmals. Klicken des Fotos erzeugt eine vergrößerte Ansicht. Daneben finden sich zwei Symbole: |
| ID      | Identifikator beim Südtiroler Landesdenkmalamt                                                                 |
| KG      | Katastralgemeinde                                                                                              |
| MD      | Ministerialdekret                                                                                              |
| BLR-LAB | Beschluss der Landesregierung – Landesausschussbeschluss                                                       |